# Pamela Rendi-Wagner
Pamela Rendi-Wagner (Vienna, 7 maggio 1971) è una politica e medica austriaca, presidente del Partito Socialdemocratico d'Austria dal 2018 al 2023, prima donna a ricoprire tale ruolo dal 1888.
Dall'8 marzo al 18 dicembre 2017 è stata ministro della salute e delle donne.

## Biografia
Cresciuta nel decimo distretto di Vienna come figlia di una giovane madre single, ha frequentato la GRg 12 Erlgasse a Meidling e si è laureata in medicina nel 1989 presso la facoltà di medicina dell'Università di Vienna, dove ha conseguito anche il dottorato nel 1996. Successivamente ha studiato alla London School of Hygiene & Tropical Medicine, dove si è specializzata in infezioni e salute. Nel 1997 consegue il diploma di igiene e medicina tropicale e il Master of Science (MSc) presso il Royal College of Physicians. 
Nel 1998 Wagner è tornata all'Università di Vienna lavorando sino al 2002 nel Dipartimento di profilassi specifica e medicina tropicale; quindi, dal 2002 al 2003, presso il Dipartimento di Malattie Infettive e Medicina Tropicale del Kaiser-Franz-Josef-Spital e dal 2003 al 2007 di nuovo presso l'Università di Medicina di Vienna nel Dipartimento di profilassi specifica e medicina tropicale e Centro di medicina di viaggio. In qualità di leader del progetto, Rendi-Wagner ha creato una rete per la completa sorveglianza epidemiologica d'importanti malattie infettive. Come parte della ricerca, l'intervallo raccomandato per le vaccinazioni con zecche è stato anche aumentato da tre a cinque anni. Successivamente ha lavorato a livello internazionale come scienziata nei campi dell'epidemiologia delle infezioni e della prevenzione dei vaccini. Tra il 2008 e il 2011 è stata visiting professor al Dipartimento di Epidemiologia e Medicina Preventiva dell'Università di Tel Aviv in Israele. Tra il 2012 e il 2017 è stata visiting professor presso il Center for Public Health della Medical University di Vienna. 
Dal 2011 al 2017 Rendi-Wagner ha assunto la gestione della Sezione III, "Salute pubblica e affari medici", presso il Ministero federale della sanità, ed è stata presidente dell'Ufficio federale della sicurezza in sanità (BASG) e membro della Commissione federale della sanità. Il 20 febbraio 2024 è stata nominata Direttrice del Centro europeo per la prevenzione e il controllo delle malattie (ECDC).

## Vita privata
Pamela Rendi-Wagner è sposata con l'ex ambasciatore austriaco in Israele ed ex capo del gabinetto dell'ex ministro della Cancelleria Thomas Drozda (SPÖ), Michael Rendi. La coppia ha due figlie.